# Reichenbach (Starzel)
Der Reichenbach ist ein etwa 9,5 Kilometer langer Bach am Albtrauf, der in der Stadt Hechingen im Zollernalbkreis in Baden-Württemberg von links der Starzel zuläuft, die über den Neckar in den Rhein entwässert.

## Geographie

### Verlauf
Der Reichenbach entsteht fast 3,5 km südsüdöstlich von Boll im Stettener Wald auf etwa 762 m ü. NHN am oberen Hang des hier rund 900 m ü. NHN hohen Albtraufs. Auf den ersten beiden Kilometern gräbt sich der Bach rund 180 Höhenmeter ein, was die hohe Erosionskraft des Baches und seiner ihm büschelartig zulaufenden ersten Nebenbäche anzeigt. Dieser stark erodierte, nördlich laufende obere Bereich des Tales wird Bärentäle genannt, umrahmt wird es von markanten Felsgruppen wie dem Kohlwinkelfelsen und dem bekannten Hangenden Stein.

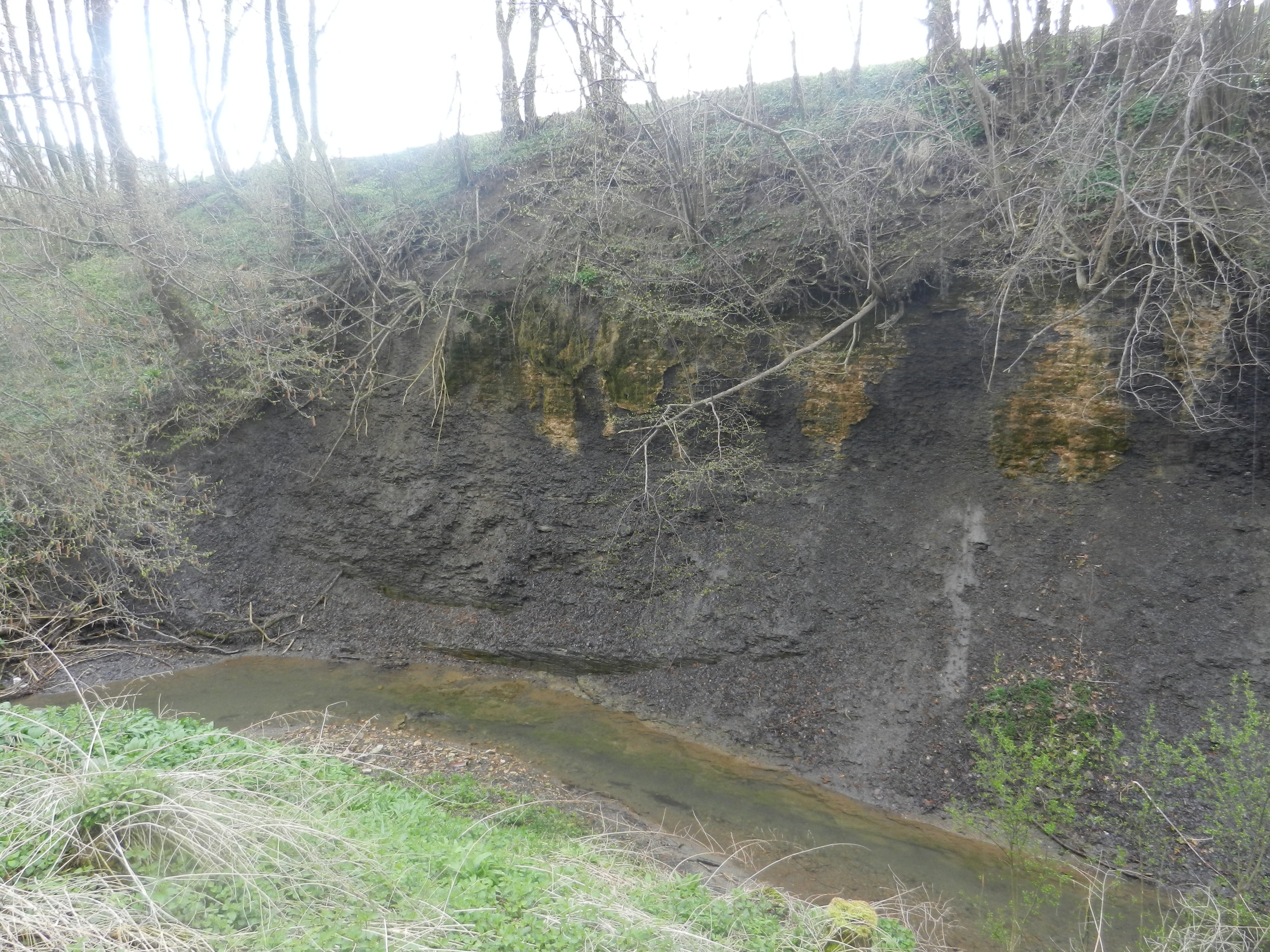
Aufschluss von Ölschiefer im Prallhang auf der Höhe von Boll

Dann dreht der Bach beim Zulauf des ersten längeren Zuflusses, von Gehölz begleitet und in schon flacher Fluraue, auf Nordwestkurs, den er bis zur Mündung beibehält. Die zahlreichen meist steilen Zuflüsse ins Tal – links kommen sie nach den ersten Bächen vom Raichberg herab, dann von den Hängen des langgezogenen Zeller Horns sowie des Zollers, den die Burg Hohenzollern krönt, rechts vom Höhenrücken gegen das nahe, Killertal genannte Tal der oberen Starzel herunter, der sich vom Himberg am Albtrauf zum Hausterberg ausstreckt – erreichen Längen meist bis etwa 2 km, zwei linke sogar um 3 km. Das zunächst bis Boll tiefe und recht enge Tal heißt offiziell Friedrichstal, bei der einheimischen Bevölkerung wird es Schamental genannt, dort passiert der Bach das Gelände des ehemaligen Jagdschlosses Friedrichstal.
Der Bach passiert das Dorf Boll am unteren Hang des Zollers rund 300 Meter nordöstlich von dessen Siedlungsrand, unterquert nach insgesamt etwa 6½ km Fließstrecke den Bahndamm der Zollernalbbahn und erreicht gleich dahinter den Hechinger Ortsteil Stetten. Er fließt dort unmittelbar am Kloster Stetten vorbei. Dann unterquert der Bach die hier vierspurigen Bundesstraße 27, zieht durch die lückenlos an Stetten angrenzende Hechinger Unterstadt, den ältesten Teil der ehemaligen Residenzstadt, und mündet dort in spitzem Winkel von links und Südosten in die Starzel.
Der Bach liegt auf ganzer Länge in der Gemarkung der Stadt Hechingen, ebenso seine Zuflüsse.

### Einzugsgebiet

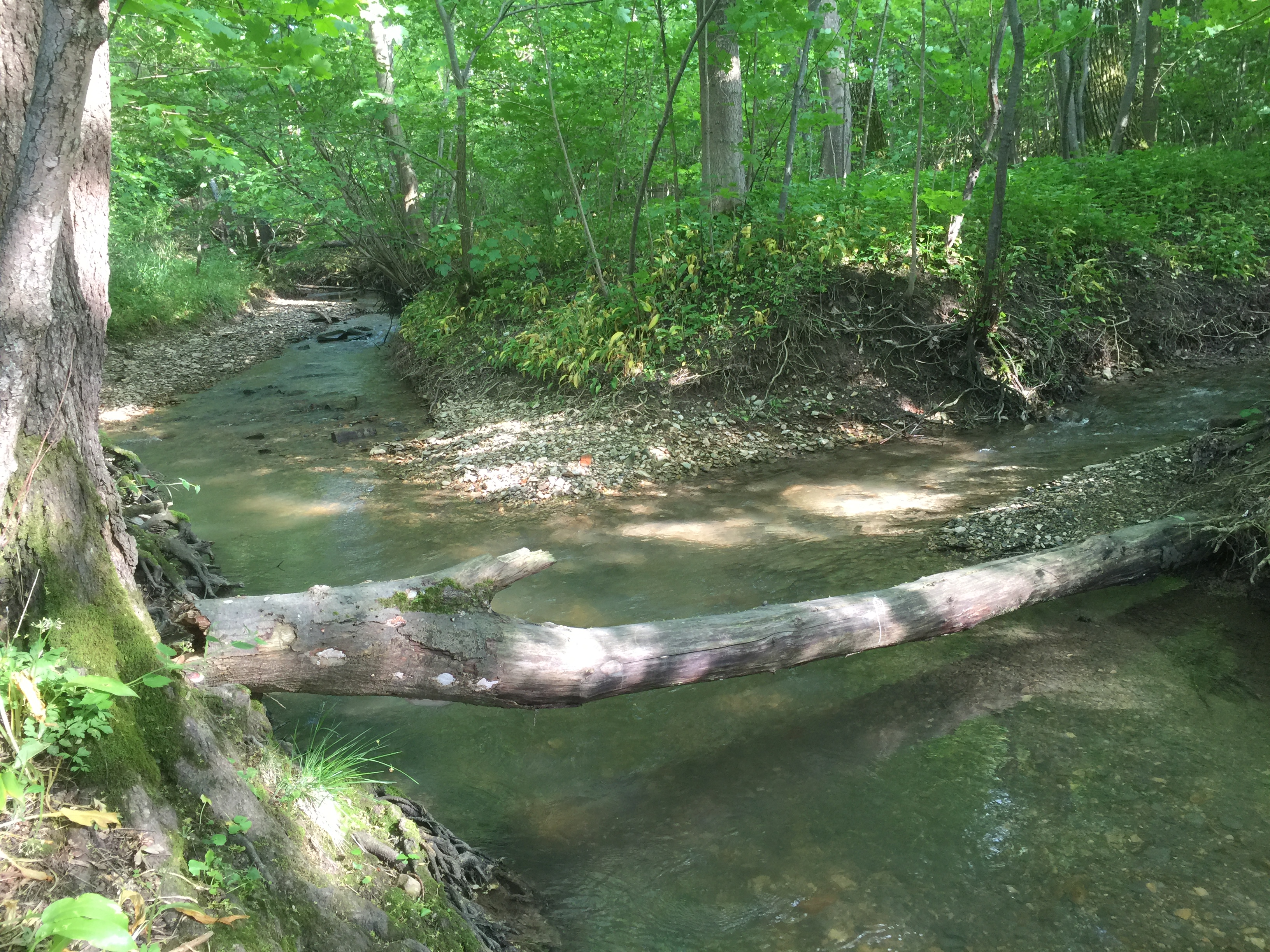
Mündung des Zellerbachs (von rechts oben) in den Reichenbach (Blick bachaufwärts)

Der Reichenbach entwässert 19,4 km² am Albtrauf bei Hechingen, von denen etwa zwei Drittel seiner Erosionsbucht angehören, in der Wald die Randberge bis herab wenigstens an den mittleren Hang bedeckt. Seine mit über 7 km größte Ausdehnung hat das Einzugsgebiet in nordnordwestlicher Richtung vom Gipfel des Gockelers über seiner Quelle bis zur Mündung in Hechingen, während es quer zum Bachlauf ziemlich konstant etwas weniger als 3,5 km breit ist. Naturräumlich liegt es im Vorland der westlichen Schwäbischen Alb, seine höchsten Bereiche im Südosten im Unterraum Das Killertal und seine Albvorberge, der überwiegende übrige Teil im Unterraum  Starzel-Albvorland.
Der Bach ist meist der westsüdwestlichen Wasserscheide mehr als doppelt so ferne wie der gegenüberliegenden rechten, die von der Mündung in Hechingen aufwärts den Hausterberg (698,8 m ü. NHN) erklimmt und dann über den anfangs schmalen, vom Junginger Wald bedeckten Bergrücken vor dem oberen Tal der aufnehmenden Starzel bis zum Himberg läuft (bis etwa 880 m ü. NHN). Dann zieht sie auf der Trauflinie der Alb südwestlich hinüber zum Gockeler (950,7 m ü. NHN) und läuft ab hier nordwestlich, zunächst über den Raichberg (956,5 m ü. NHN), dessen Gipfel der höchste Punkt des Einzugsgebietes ist. Im Bereich dieses Bergs ist sie ein Stück weit Europäische Hauptwasserscheide, weil jenseits die Schmiecha zur Donau entwässert. Nach dem die Albhochfläche etwa um 50 Meter überragenden Raichberg-Höcker läuft sie in Spornrichtung über das wieder nur auf Hochflächenniveau liegende Zeller Horn, dann dessen Spornspitze hinab, wieder etwas aufwärts zum niedrigeren Kegel des Zollers (858,3 m ü. NHN) und wieder hinab etwa auf der Trasse der die Burg Hohenzollern auf dessen Spitze erschließenden K 7110 bis zur Bismarckhöhe (643,4 m ü. NHN). Hier wendet sich die Wasserscheide in flacherem Gelände nach Nordnordosten und läuft so zurück zur Reichenbachmündung. Schon ab dem Zeller Horn und bis hin zur Mündung konkurriert hier im Westen der nächste längere Starzel-Zufluss Zimmerbach.
Der überwiegende Teil des Einzugsgebietes liegt auf dem Gebiet der Stadt Hechingen. Jeweils kleinere Streifen an seinem Rand liegen im Osten auf der Gemarkung von Jungingen, im Süden auf der Onstmettinger Stadtteilgemarkung von Albstadt, im Westen auf der von Bisingen.

### Zuflüsse
Hierarchische Liste der Zuflüsse, jeweils von der Quelle zur Mündung. Gewässerlänge, Einzugsgebiet und Höhe nach den entsprechenden Layern auf der Onlinekarte der LUBW. Andere Quellen für die Angaben sind vermerkt.
Quelle des Reichenbachs auf etwa 762 m ü. NHN rund 3,5 km südsüdöstlich von Boll unter dem Kohlwinkelfelsen im beginnenden Bärentäle.
- (Zufluss aus dem Eschenbühl), von links und Südwesten auf etwa 590 m ü. NHN etwa einen halben Kilometer nach dem Hangwaldaustritt des Reichenbachs, 1,1 km und ca. 0,6 km². Entsteht auf etwa 692 m ü. NHN am Nordostabfall des Raichbergs
 Der auf dem letzten halben Kilometer Weiherbach genannte Bach wendet sich, nunmehr als Reichenbach, auf Nordwestlauf.[1]
- Lindenbrunnen, von links und Südosten auf etwa 567 m ü. NHN wenig östlich des Jagdschlosses Friedrichstal, 1,1 km und ca. 0,5 km². Entsteht auf etwa 670 m ü. NHN im Forst.
- Bruckwiesengraben, von links und Südsüdwesten auf etwa 550 m ü. NHN östlich von Ziegelhütte, 1,3 km und ca. 0,4 km². Entsteht auf etwa 646 m ü. NHN im Eichbühl.
- Niederwiesengraben, von links und Südsüdwesten auf etwa 545 m ü. NHN nordöstlich von Ziegelhütte, 1,1 km und ca. 0,6 km². Entsteht auf etwa 605 m ü. NHN in den Talwiesen.
- Hüttenwiesengraben, von links und Südsüdwesten auf etwa 533 m ü. NHN östlich von Boll fast schon gegenüber dem nächsten, 1,9 km und 0,9 km².[LUBW 6] Entsteht auf etwa 675 m ü. NHN östlich der Kapelle Maria Zell.
  - (Kürzerer Quellast), von links und Südwesten auf knapp 570 m ü. NHN südwestlich über der Ziegelhütte, 0,8 km und ca. XX km². Entsteht auf etwa 670 m ü. NHN nordöstlich der Kapelle Maria Zell.
- (Zufluss vom Hausterberg), von rechts und Osten auf unter 533 m ü. NHN kurz nach dem vorigen, 1,5 km und 1,0 km².[LUBW 6] Entsteht auf etwa 637 m ü. NHN am Westhang des Hausterbergs.
- (Zufluss durch den Burgstall), von rechts und insgesamt Osten auf über 520 m ü. NHN unmittelbar vor dem nächsten, 0,9 km und 1,0 km².[LUBW 6] Entsteht auf etwa 563 m ü. NHN in einer Waldlichtung nordwestlich des Spielbergs.

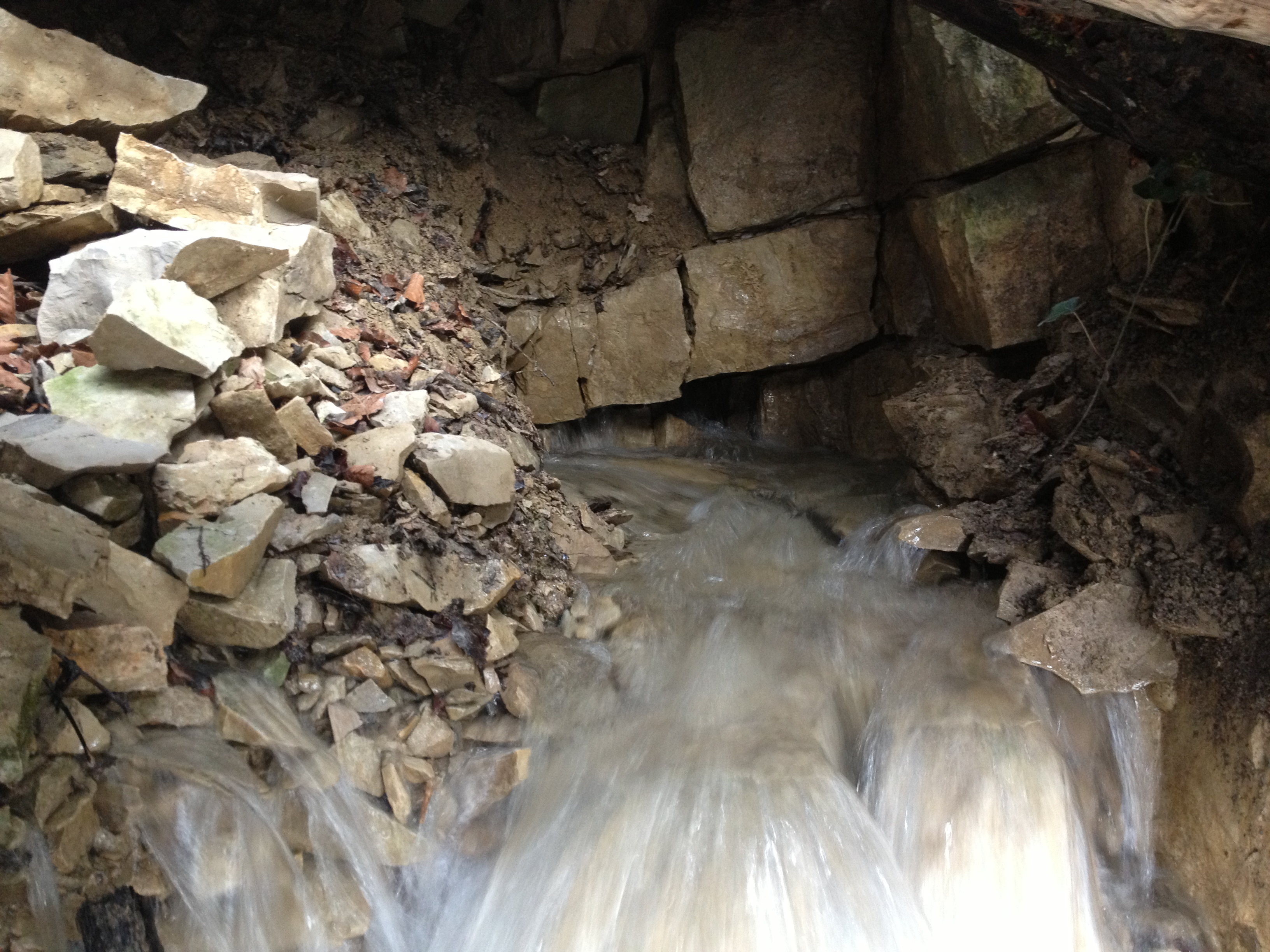
Bröller des Zellerbachs

- Zellerbach, von links und insgesamt Süden im Bereich des  Hochwasserrückhaltebecken Reichenbach auf knapp unter 520 m ü. NHN nach Passieren der Boller Kläranlage, 3,3 km und 1,9 km².[LUBW 6] Entsteht auf bis zu 725 m ü. NHN am Bröller unterhalb des Zeller Horns, meist aber etwas weiter abwärts nahe der Kapelle Maria Zell.
- Köppeleswiesenbach, Oberlaufname Roßberggraben, von links und Südsüdwesten auf etwa 511 m ü. NHN an der Feldwegbrücke am Ende der Mühlstraße von Stetten, 1,7 km und ca. 0,8 km². Entsteht auf etwa 600 m ü. NHN am Wasserbehälter an der Waldgrenze am Nordosthang unterhalb der Burg Hohenzollern.
- Brühlbach, von rechts und insgesamt Ostsüdosten auf etwas über 500 m ü. NHN an der Bachstraße in Stetten, 1,5 km und ca. 0,8 km². Entsteht auf etwa 535 m ü. NHN im Lindenwasen.
- Ziegelbach, von links und Südosten auf etwa 494 m ü. NHN in Stetten kurz vor der den Reichenbach querenden B 27, 3,0 km und ca. 3,7 km².[LUBW 6] Entsteht auf etwa 650 m ü. NHN am westlichen Rand des Walds um den Zoller zum Langen Rain.
  - Gärtlebach, von rechts und Süden auf etwa 552 m ü. NHN aus dem Schopfloch und gegenüber dem Langen Rain, 0,9 km und ca. 0,3 km². Entsteht auf etwa 650 m ü. NHN am Nordwesthang des Zollers wenig unterhalb des Steinbruchs. Etwas länger als der Hauptast.
  - (Zulauf vom oberen Zoller), von rechts und Süden auf etwa 534 m ü. NHN gegenüber der Domäne Ziegelbach, ca. 1,5[LUBW 5] und ca. 0,3 km². Entsteht auf etwa 727 m ü. NHN beim Wasserturm am Zoller. Nimmt nach dem Waldaustritt aus dem Schopfloch einen rechten Abzweig des vorigen auf.
  - Brühlbach, von links und Südwesten auf etwa 521 m ü. NHN an der Domäne Ziegelbach, 1,4 km und ca. 0,5 km². Entsteht auf etwa 580 m ü. NHN an der Domäne Brielhof an der Auffahrt zur B 27.
  - Kreuzwiesbach, von rechts und Süden auf etwa 495 m ü. NHN nur gut hundert Meter vor der Mündung, 2,2 km und ca. 1,0 km². Entsteht auf etwa 585 m ü. NHN am unteren Hangwaldrand des Zollers zu den Allmendäckern.

Mündung des Reichenbachs von links und zuletzt Südosten auf etwa 495 m ü. NHN in Hechingen an der Brücke der Straße Staig über den Fluss in die mittlere Starzel. Der Reichenbach ist 9,5 km lang und hat ein 19,4 km² großes Einzugsgebiet.

## Geologie
Im Einzugsgebiet stehen Schichten des Jura vom Weiß- bis hinunter zum Schwarzjura an, von der Unteren Massenkalk-Formation des Weißen Juras auf Gockeler und Raichberg bis zur Obtususton-Formation des Schwarzen Juras mündungsnah in Hechingen. An der linken Talflanke läuft eine Störungslinie des Hohenzollerngrabens, die im Bereich des Gockelers den Unterer Massenkalk im tektonische Graben gegen die in der Ablagerungsfolge tiefere Wohlgeschichtete Kalk-Formation nordöstlich davon versetzt hat. Der Reichenbach entsteht im Hangschutt seines Obertals, der erst kurz vor dem Laufwechsel nach Nordwesten aussetzt. Im Tal liegt danach beidseits der Hochwassersedimente des Laufes und weit den Hang hinauf Opalinuston, an der linken Seite im Bereich des Unterhangs auch Pleistozänes Schwemmsediment. Der Schwarzjura setzt etwa in Stetten ein.
Geotope im Einzugsgebiet:
- Hangender Stein etwas östlich des Raichberg-Gipfels. Dort hat sich am oberen Talrand eine Scholle durch Rissbildung vom Gestein der Hochebene getrennt und wandert nun sehr langsam talwärts.
- Backofenfelsen etwas nördlich des Raichberg-Gipfels am oberen Talrand. Im Fels gibt es einige Kleinhöhlen.
- Zeller Horn. Oberer Sporn von der Albhochfläche zum Zollerberg hin mit Ausblick auf die Landschaftsformen und insbesondere in die Täler beidseits.
- Zollerberg. Noch umfassenderer Ausblick.
- Prallhang des Reichenbach im unteren Stetten. Guter Aufschluss der Posidonienschiefer-Formation.[LUBW 8]

## Hochwasserrückhaltebecken

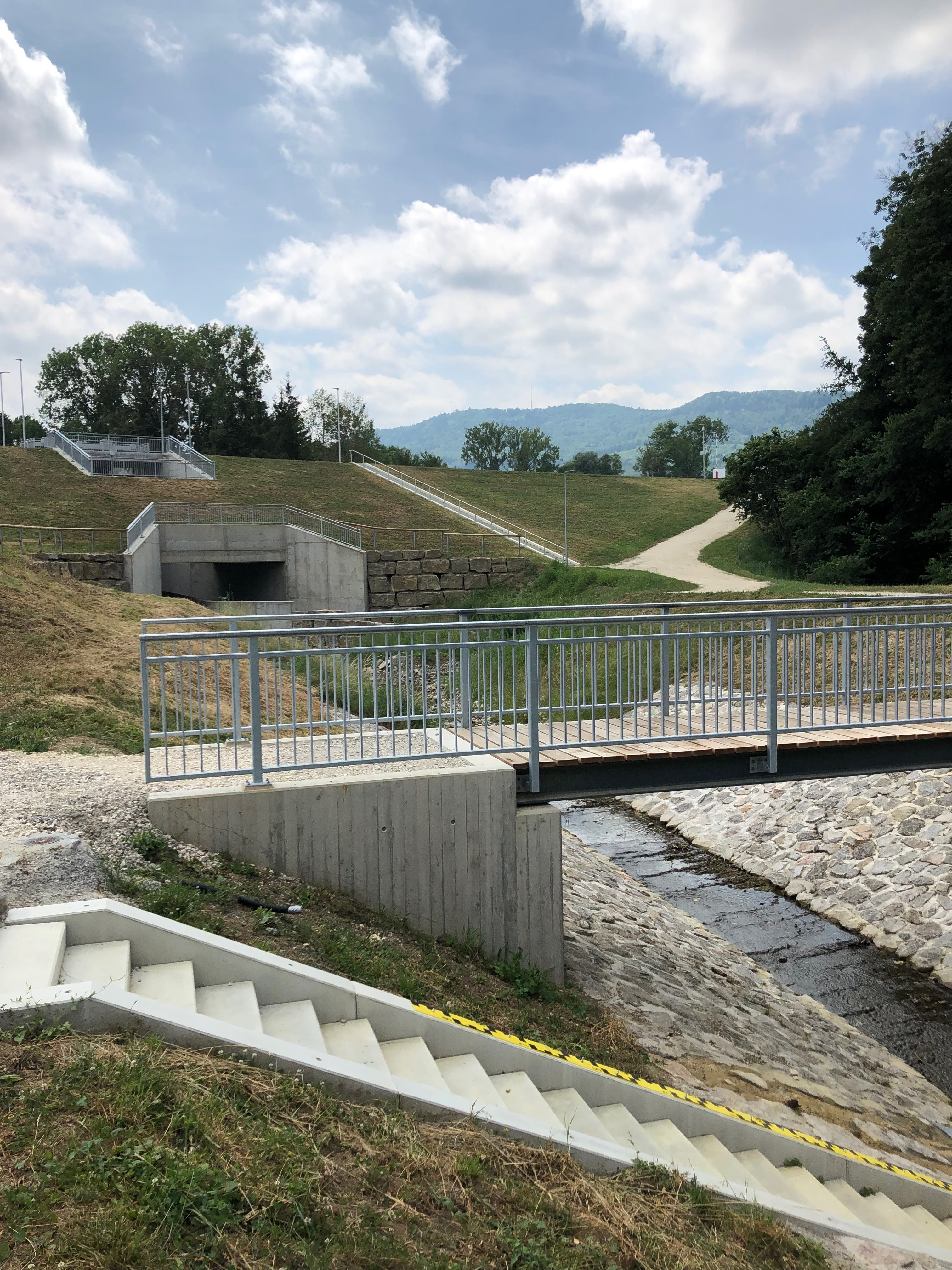
Hochwasserrückhaltebecken Reichenbach, Talseite.

Kurz nach dem Zulauf des Zellerbachs durchläuft der Reichenbach das 2019 fertiggestellte Hochwasserrückhaltebecken Reichenbach. Sein 12,45 m hoher Erddamm kann bis zu 235.000 m³ Wasser zurückhalten, das gesteuert abgelassen werden kann. Betreiber ist die Stadt Hechingen.

## Natur und Schutzgebiete
Nach biozönotischem Fließgewässertyp ist der Reichenbach auf ganzer Länge als grobmaterialreicher, karbonatischer Mittelgebirgsbach klassifiziert.
Die Zellerhornwiese auf dem Sporn des ansonsten reihum  bewaldeten Zeller Horns ist eine mit Bäumen durchsetzte Magerwiese, die als Naturschutzgebiet ausgewiesen ist und halb diesseits der südwestlichen Wasserscheide liegt. Sie ist das einzige Naturschutzgebiet im Einzugsgebiet.
Um den oberen Bachabschnitt im Bärentäle und östlich des folgenden Weiherbach-Abschnitts liegt das Waldschutzgebiet Schamental. Es gehört mit seinem südlichen Teil zum Wasserschutzgebiet Stettener Wald, das sich noch weiter aufwärts bis zur Wasserscheide am oberen Hangknick des Albtraufs und darüber hinaus erstreckt. Um das Zeller Horn liegt das Wasserschutzgebiet WSG Maria Zell.
Deutlich über die Hälfte des Einzugsgebietes vom oberen Albtrauf bis an die Besiedlungsgrenze von Stetten und Hechingen, ausgenommen nur Boll und seinen Siedlungsrand, liegt im Landschaftsschutzgebiet Oberes Starzeltal und Zollerberg.

### LUBW
Amtliche Online-Gewässerkarte mit passendem Ausschnitt und den hier benutzten Layern: Lauf und Einzugsgebiet des Reichenbachs

Allgemeiner Einstieg ohne Voreinstellungen und Layer: Daten- und Kartendienst der Landesanstalt für Umwelt Baden-Württemberg (LUBW) (Hinweise)
1. 1 2 3  Höhe nach dem Höhenlinienbild auf dem Hintergrundlayer Topographische Karte.
2. 1 2  Länge nach dem Layer Gewässernetz (AWGN).
3. 1 2  Einzugsgebiet aufsummiert aus den Teileinzugsgebieten nach dem Layer Basiseinzugsgebiet (AWGN).
4. ↑  Höhe nach schwarzer Beschriftung auf dem Hintergrundlayer Topographische Karte.
5. 1 2  Einzugsgebiet abgemessen auf dem Hintergrundlayer Topographische Karte.
6. 1 2 3 4 5  Einzugsgebiet nach dem Layer Basiseinzugsgebiet (AWGN).
7. ↑  Länge abgemessen auf dem Hintergrundlayer Topographische Karte.
8. ↑  Geotope nach dem Layer Geotop. Die Geotopbeschreibung ist per Klick abfragbar.
9. ↑  Hochwasserrückhaltebecken nach dem Layer Stauanlage.
10. ↑  Schutzgebiete nach den einschlägigen Layern, Natur teilweise nach dem Layer Biotop.

### Andere Belege und Anmerkungen
1. 1 2  Auf den Meßtischblättern 7620 Talheim/Jungingen von 1910 und 7619 Hechingen/Bodelshausen von 1910 ist der Reichenbach östlich von Friedrichstal und dann zuletzt kurz vor Stetten als Weiherbach beschriftet, also noch weit abwärts des Laufknicks nach Nordwesten.
2. ↑  Friedrich Huttenlocher: Geographische Landesaufnahme: Die naturräumlichen Einheiten auf Blatt 178 Sigmaringen. Bundesanstalt für Landeskunde, Bad Godesberg 1959. → Online-Karte (PDF; 4,3 MB)
3. ↑  Geologie nach den Layern zu Geologische Karte 1:50.000 auf: Mapserver des Landesamtes für Geologie, Rohstoffe und Bergbau (LGRB) (Hinweise)